# Aphilopota angolaria
Aphilopota angolaria är en fjärilsart som beskrevs av Bethune-Baker 1913. Aphilopota angolaria ingår i släktet Aphilopota och familjen mätare. Inga underarter finns listade i Catalogue of Life.